# Lupsault
Lupsault est une commune du Sud-Ouest de la France située dans le département de la Charente, en région Nouvelle-Aquitaine.
Ses habitants sont les Supisultins ou les Lupsaultiens.

## Géographie

### Localisation et accès
Lupsault est une commune du nord-ouest du département de la Charente limitrophe de la Charente-Maritime et non loin des Deux-Sèvres, située à 9 km au nord-ouest d'Aigre, le chef-lieu de son canton, et 37 km au nord-ouest d'Angoulême.
Lupsault est aussi à 14 km de Villefagnan, 18 km de Rouillac, 23 km de Ruffec, et 34 km de Cognac et de Saint-Jean-d'Angély.
À l'écart des routes principales, la commune est desservie par la D 88 qui passe au bourg et se dirige vers Aigre, et la D 75 qui va du nord-est au sud-ouest.
La gare la plus proche est celle de Luxé à 15 km, desservie par des TER à destination d'Angoulême, Poitiers et Bordeaux.

### Hameaux et lieux-dits
Lupsault ne comporte que deux hameaux : le Bouchet au sud-est, de taille légèrement plus grande que le bourg, et Sallerit au nord-ouest.

### Communes limitrophes
|                            | Les Gours |               |
| Chives (Charente-Maritime) | Lupsault  | Saint-Fraigne |
| Barbezières                | Oradour   |               |

### Géologie et relief
Géologiquement, la commune est dans le calcaire du Jurassique du Bassin aquitain, comme tout le Nord-Charente. Le Kimméridgien occupe plus particulièrement la surface communale. Des alluvions récentes du Quaternaire occupent toute la bordure nord-est,,.
Le relief de la commune est celui d'une plaine au nord et à l'est, se relevant en une colline au sud-ouest. Le point culminant est à une altitude de 139 m, situé sur la limite sud-ouest dans le Bois de Lupsault. Le point le plus bas est à 75 m, situé à l'extrémité orientale le long du Ruisseau de la Couture. Le bourg est à 95 m d'altitude.

### Hydrographie

#### Réseau hydrographique

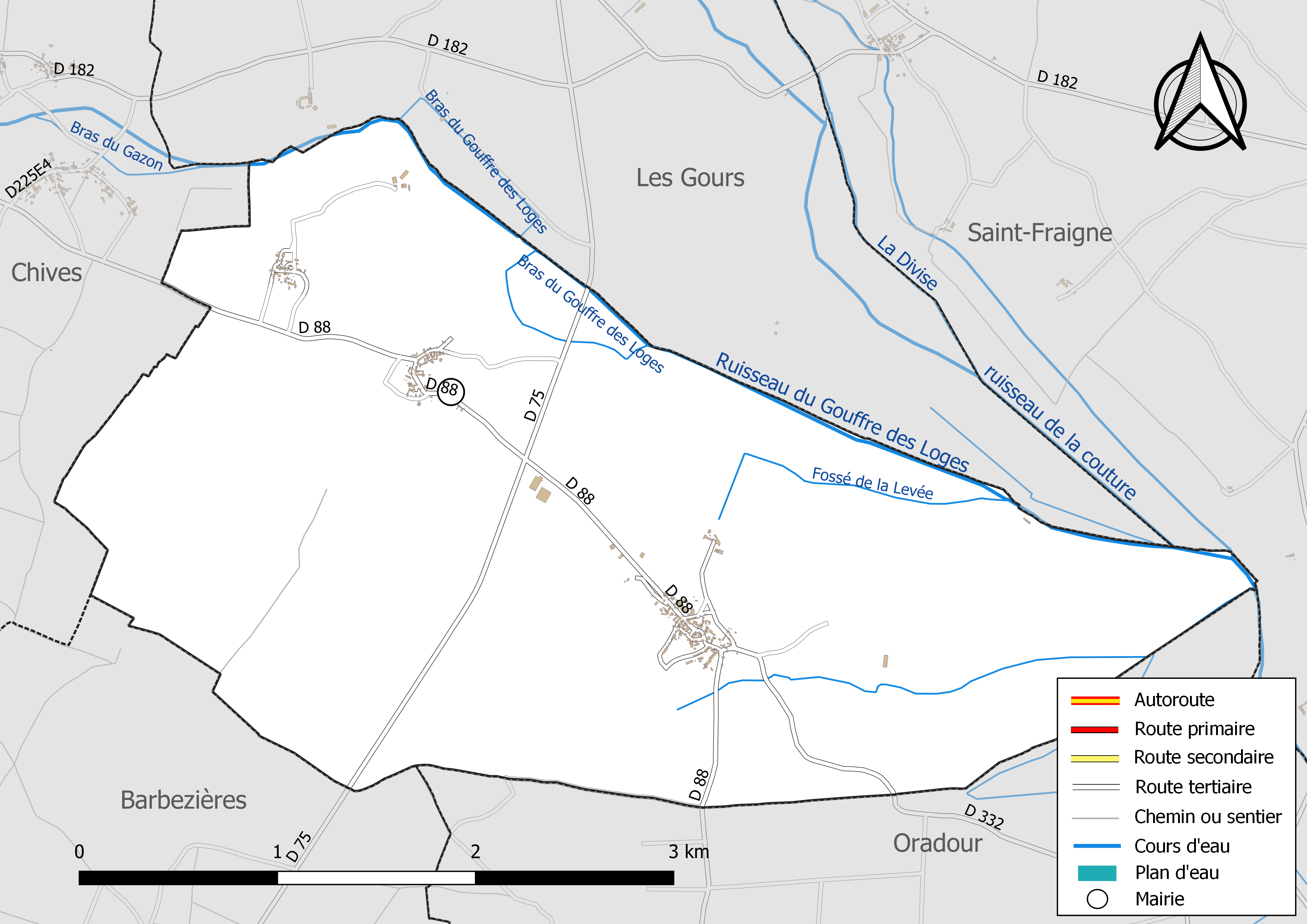
Réseaux hydrographique et routier de Lupsault.

La commune est située dans le bassin versant de la Charente au sein  du Bassin Adour-Garonne. Elle est drainée par le ruisseau de la Couture, le ruisseau du Gouffre des Loges, le fossé de la Levée et par divers petits cours d'eau, qui constituent un réseau hydrographique de 11 km de longueur totale,.
Le ruisseau du Gouffre des Loges, alimenté par la source du même nom, borde la limite au nord. Il est canalisé et coule d'ouest en est, depuis la commune de Chives (Charente-Maritime), et devient plus en aval le Ruisseau de la Couture, affluent de l'Aume et sous-affluent de la Charente.
La partie orientale de la commune est occupée par d'anciens marais qui ont été assainis. Le Fossé de la Levée et un ruisseau descendant du Bouchet et de deux fontaines rejoignent le Ruisseau de la Couture.
Une bassine servant à l'irrigation a été construite sur une légère hauteur à l'est du Bouchet.

#### Gestion des eaux
Le territoire communal est couvert par le schéma d'aménagement et de gestion des eaux (SAGE) « Charente ». Ce document de planification, dont le territoire correspond au bassin de la Charente, d'une superficie de 9 300 km2, a été approuvé le 19 novembre 2019. La structure porteuse de l'élaboration et de la mise en œuvre est l'établissement public territorial de bassin Charente. Il définit sur son territoire les objectifs généraux d’utilisation, de mise en valeur et de protection quantitative et qualitative des ressources en eau superficielle et souterraine, en respect des objectifs de qualité définis dans le troisième SDAGE  du Bassin Adour-Garonne qui couvre la période 2022-2027, approuvé le 10 mars 2022.

### Climat
Comme dans les trois quarts sud et ouest du département, le climat est océanique aquitain.

## Urbanisme

### Typologie
Au 1er janvier 2024, Lupsault est catégorisée commune rurale à habitat très dispersé, selon la nouvelle grille communale de densité à 7 niveaux définie par l'Insee en 2022.
Elle est située hors unité urbaine et hors attraction des villes,.

### Occupation des sols
L'occupation des sols de la commune, telle qu'elle ressort de la base de données européenne d’occupation biophysique des sols Corine Land Cover (CLC), est marquée par l'importance des territoires agricoles (82,1 % en 2018), une proportion sensiblement équivalente à celle de 1990 (81,4 %). La répartition détaillée en 2018 est la suivante : 
terres arables (68,9 %), forêts (17,9 %), zones agricoles hétérogènes (13,2 %). L'évolution de l’occupation des sols de la commune et de ses infrastructures peut être observée sur les différentes représentations cartographiques du territoire : la carte de Cassini (XVIIIe siècle), la carte d'état-major (1820-1866) et les cartes ou photos aériennes de l'IGN pour la période actuelle (1950 à aujourd'hui).

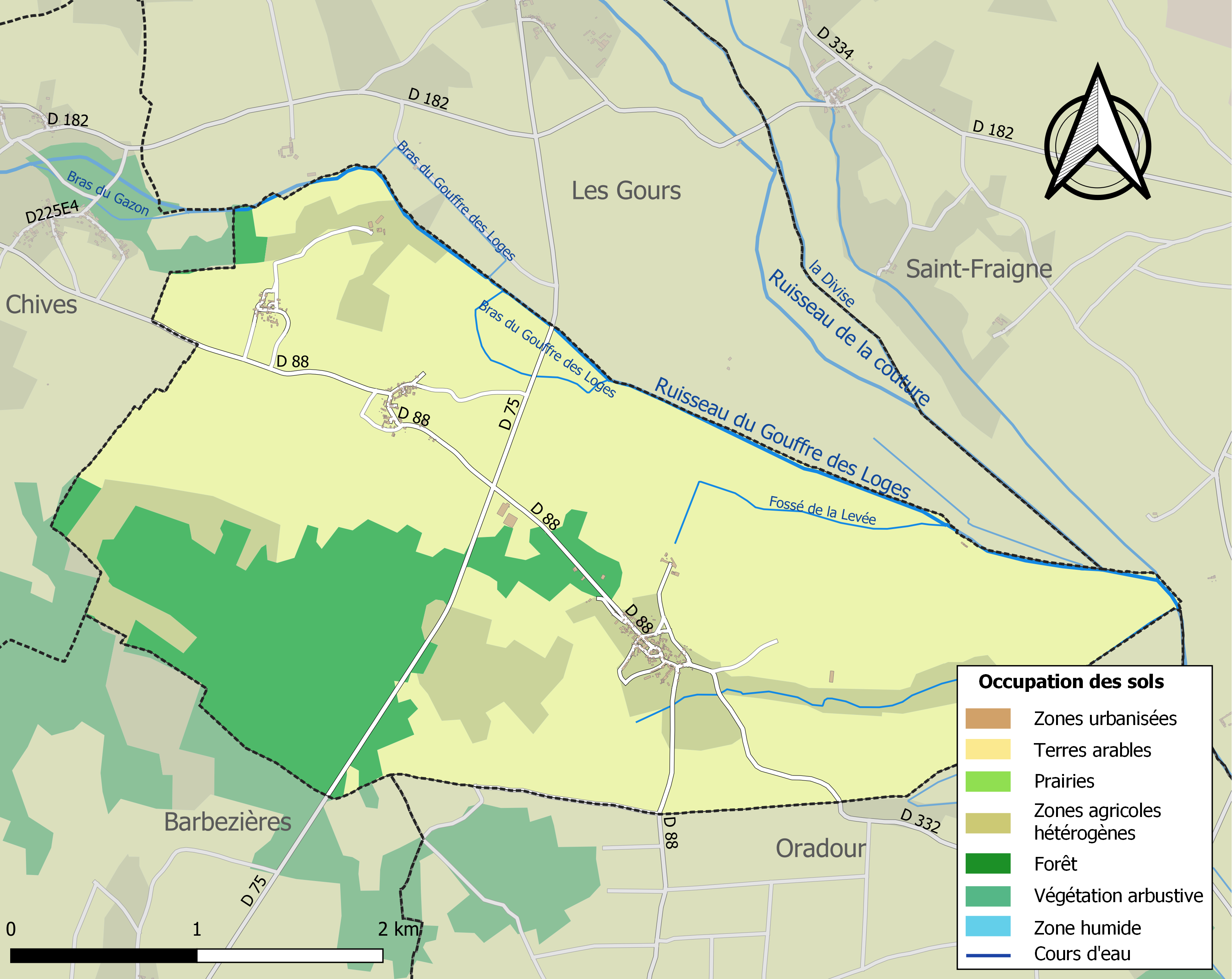
Carte des infrastructures et de l'occupation des sols de la commune en 2018 (CLC).

### Risques majeurs
Le territoire de la commune de Lupsault est vulnérable à différents aléas naturels : météorologiques (tempête, orage, neige, grand froid, canicule ou sécheresse) et séisme (sismicité modérée). Un site publié par le BRGM permet d'évaluer simplement et rapidement les risques d'un bien localisé soit par son adresse soit par le numéro de sa parcelle.

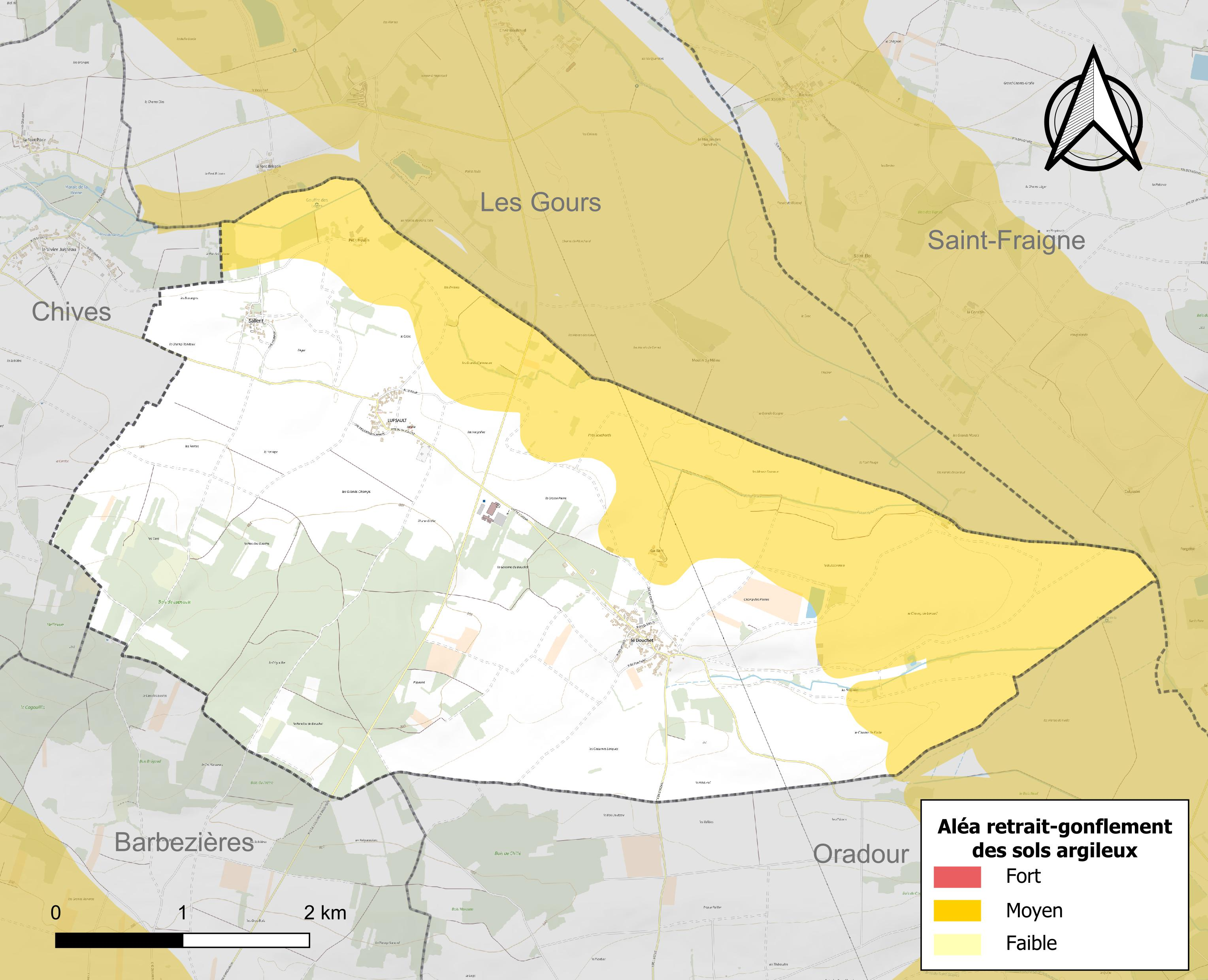
Carte des zones d'aléa retrait-gonflement des sols argileux de Lupsault.

Le retrait-gonflement des sols argileux est susceptible d'engendrer des dommages importants aux bâtiments en cas d’alternance de périodes de sécheresse et de pluie. 32,1 % de la superficie communale est en aléa moyen ou fort (67,4 % au niveau départemental et 48,5 % au niveau national). Sur les 85 bâtiments dénombrés sur la commune en 2019, 2 sont en aléa moyen ou fort, soit 2 %, à comparer aux 81 % au niveau départemental et 54 % au niveau national. Une cartographie de l'exposition du territoire national au retrait gonflement des sols argileux est disponible sur le site du BRGM,.
Par ailleurs, afin de mieux appréhender le risque d’affaissement de terrain, l'inventaire national des cavités souterraines permet de localiser celles situées sur la commune.
La commune a été reconnue en état de catastrophe naturelle au titre des dommages causés par les inondations et coulées de boue survenues en 1982 et 1999. Concernant les mouvements de terrains, la commune a été reconnue en état de catastrophe naturelle au titre des dommages causés par des mouvements de terrain en 1999.

## Toponymie
Les formes anciennes sont Lupisaltu en 1190, Lupi Salto, Lopsaut en 1213.
L'origine du nom de Lupsault remonterait au latin lupi saltus, qui signifie le « saut du loup ». Lupus était aussi un nom propre d'homme romain.

## Histoire
La commune possède quelques sites archéologiques. Un site antique a été trouvé au XIXe siècle à Bellevue. D'autre part, on a dégagé en 1908 en face de la porte de l'église trois niveaux de sarcophages, dont le plus ancien doit être de l'époque mérovingienne. Cette nécropole se prolongeait à l'ouest.
Un souterrain-refuge a aussi été trouvé sous l'église en 1896.
Au Bouchet, un ancien logis datant de la Renaissance était le siège d'un fief qui appartenait au XVIIe siècle à la famille de Pindray d'Ambelle.
Le hameau de Gaillard, au nord du Bouchet, abritait un autre logis, appartenant en 1650 à Jean de Livenne.

## Administration
| Période                                  | Période  | Identité          | Étiquette | Qualité  |
| ---------------------------------------- | -------- | ----------------- | --------- | -------- |
| Les données manquantes sont à compléter. |          |                   |           |          |
| 1995                                     | 2014     | Jacquy Payant     | SE        | Retraité |
| 2014                                     | En cours | Jean-Louis Durand |           |          |

### Fiscalité
La fiscalité est d'un taux de 20,37 % sur le bâti, 55 % sur le non bâti, 7,39 % pour la taxe d'habitation et 11 % de taxe professionnelle (chiffres 2007).
La communauté de communes prélève 2,61 % sur le bâti, 6,06 % sur le non bâti, 1,09 % pour la taxe d'habitation et 1,45 % de taxe professionnelle.

## Démographie

### Évolution démographique
L'évolution du nombre d'habitants est connue à travers les recensements de la population effectués dans la commune depuis 1793. Pour les communes de moins de 10 000 habitants, une enquête de recensement portant sur toute la population est réalisée tous les cinq ans, les populations de référence des années intermédiaires étant quant à elles estimées par interpolation ou extrapolation. Pour la commune, le premier recensement exhaustif entrant dans le cadre du nouveau dispositif a été réalisé en 2008.

En 2022, la commune comptait 111 habitants, en évolution de +14,43 % par rapport à 2016 (Charente : −0,48 %, France hors Mayotte : +2,11 %).
| 1793 | 1800 | 1806 | 1821 | 1831 | 1841 | 1846 | 1851 | 1856 |
| ---- | ---- | ---- | ---- | ---- | ---- | ---- | ---- | ---- |
| 281  | 352  | 332  | 382  | 383  | 404  | 401  | 397  | 381  |

| 1861 | 1866 | 1872 | 1876 | 1881 | 1886 | 1891 | 1896 | 1901 |
| ---- | ---- | ---- | ---- | ---- | ---- | ---- | ---- | ---- |
| 389  | 386  | 364  | 349  | 299  | 263  | 238  | 250  | 237  |

| 1906 | 1911 | 1921 | 1926 | 1931 | 1936 | 1946 | 1954 | 1962 |
| ---- | ---- | ---- | ---- | ---- | ---- | ---- | ---- | ---- |
| 238  | 278  | 257  | 241  | 250  | 232  | 172  | 223  | 250  |

| 1968 | 1975 | 1982 | 1990 | 1999 | 2006 | 2008 | 2013 | 2018 |
| ---- | ---- | ---- | ---- | ---- | ---- | ---- | ---- | ---- |
| 228  | 192  | 151  | 160  | 132  | 126  | 124  | 98   | 102  |

| 2022 | - | - | - | - | - | - | - | - |
| ---- | - | - | - | - | - | - | - | - |
| 111  | - | - | - | - | - | - | - | - |

### Pyramide des âges
La population de la commune est relativement âgée.
En 2018, le taux de personnes d'un âge inférieur à 30 ans s'élève à 22,5 %, soit en dessous de la moyenne départementale (30,2 %). À l'inverse, le taux de personnes d'âge supérieur à 60 ans est de 51 % la même année, alors qu'il est de 32,3 % au niveau départemental.
En 2018, la commune comptait 45 hommes pour 57 femmes, soit un taux de 55,88 % de femmes, largement supérieur au taux départemental (51,59 %).
Les pyramides des âges de la commune et du département s'établissent comme suit.
| Hommes | Classe d’âge | Femmes |
| ------ | ------------ | ------ |
| 0,0    | 90 ou +      | 3,5    |
| 13,3   | 75-89 ans    | 21,1   |
| 37,8   | 60-74 ans    | 26,3   |
| 17,8   | 45-59 ans    | 15,8   |
| 11,1   | 30-44 ans    | 8,8    |
| 11,1   | 15-29 ans    | 14,0   |
| 8,9    | 0-14 ans     | 10,5   |

| Hommes | Classe d’âge | Femmes |
| ------ | ------------ | ------ |
| 1      | 90 ou +      | 2,7    |
| 9,2    | 75-89 ans    | 12     |
| 20,6   | 60-74 ans    | 21,3   |
| 20,7   | 45-59 ans    | 20,3   |
| 16,8   | 30-44 ans    | 16     |
| 15,6   | 15-29 ans    | 13,4   |
| 16,1   | 0-14 ans     | 14,3   |

## Économie

### Agriculture
L'agriculture est principalement céréalière. La viticulture occupe une petite partie de l'activité agricole. La commune est classée dans les Fins Bois, dans la zone d'appellation d'origine contrôlée du cognac.

## Lieux et monuments

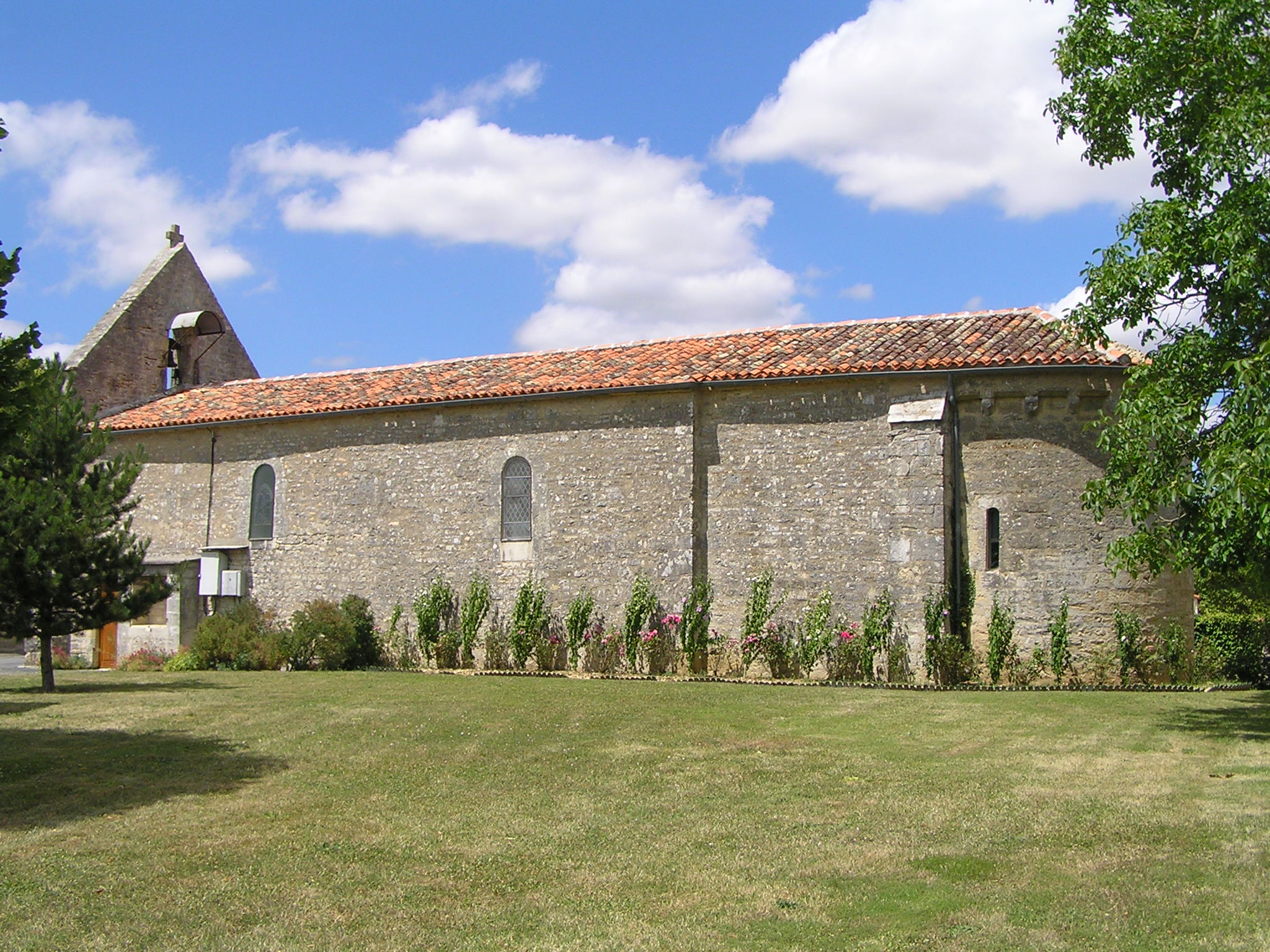
L'église Saint-Cybard.

Le prieuré Saint-Cybard constitué d'un enclos et de l'église paroissiale date du XIe siècle mais a été très remanié après 1831. Alors que le chevet est du XIe siècle, le portail est du XIVe siècle, la façade occidentale a été remaniée au XVIIIe siècle et la voûte date de 1900. Sa cloche en bronze, datant de 1635, est classée monument historique au titre objet depuis 1944.
Le château du Bouchet est antérieur à 1484. Il a été fortifié jusqu’au XVIIe siècle et très remanié au XVIIIe siècle ; une fenêtre est datée 1773.
La gentilhommière de Gaillard daterait aussi du XVe siècle. Sa tour ouest et son pigeonnier ont été détruits au XIXe siècle.
Les moulins de Loraud à Sallerit et de Petit Moulin sont du XIXe siècle même si l'habitation de Petit Moulin semble antérieure.

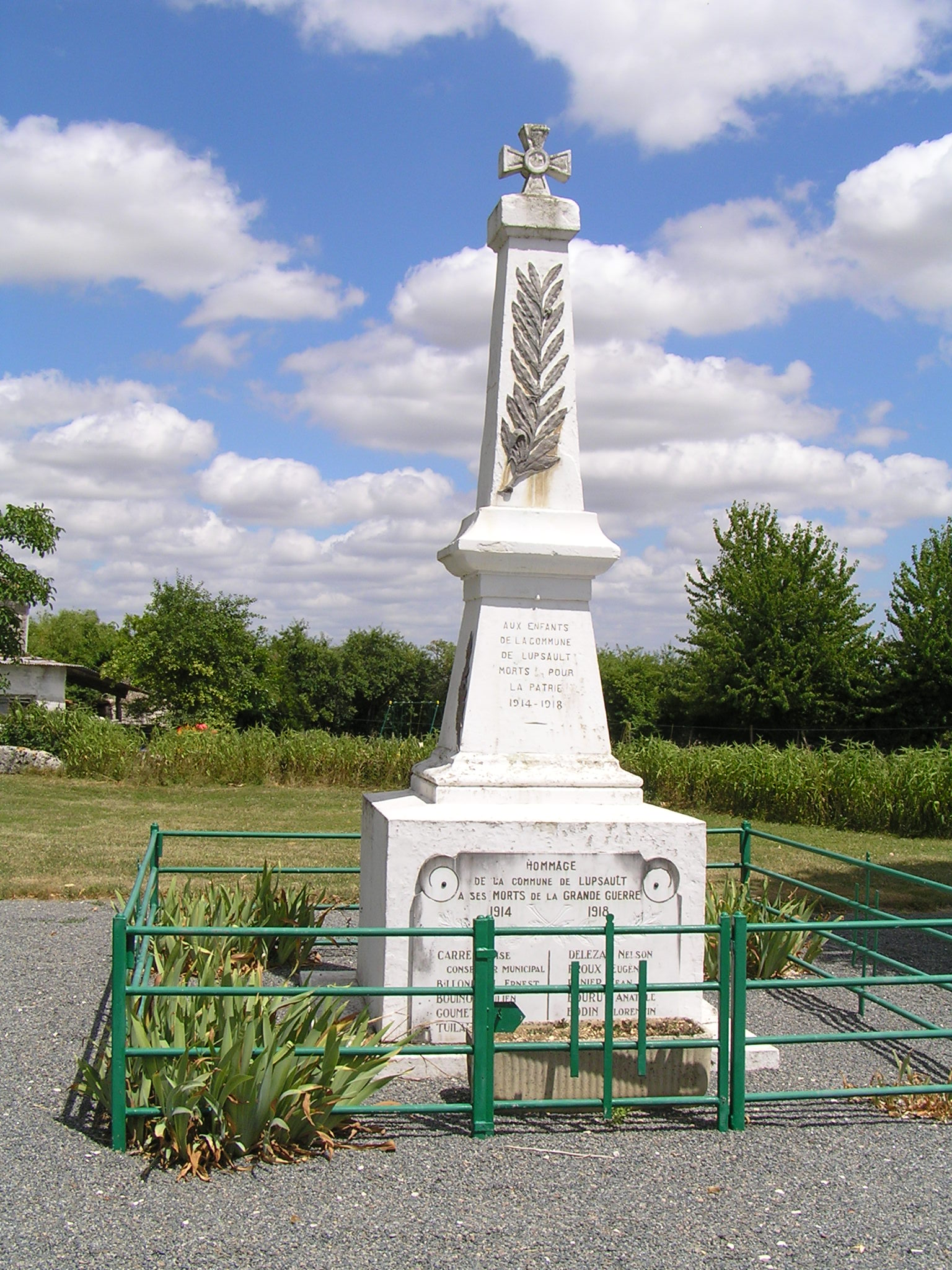
Monument aux morts.
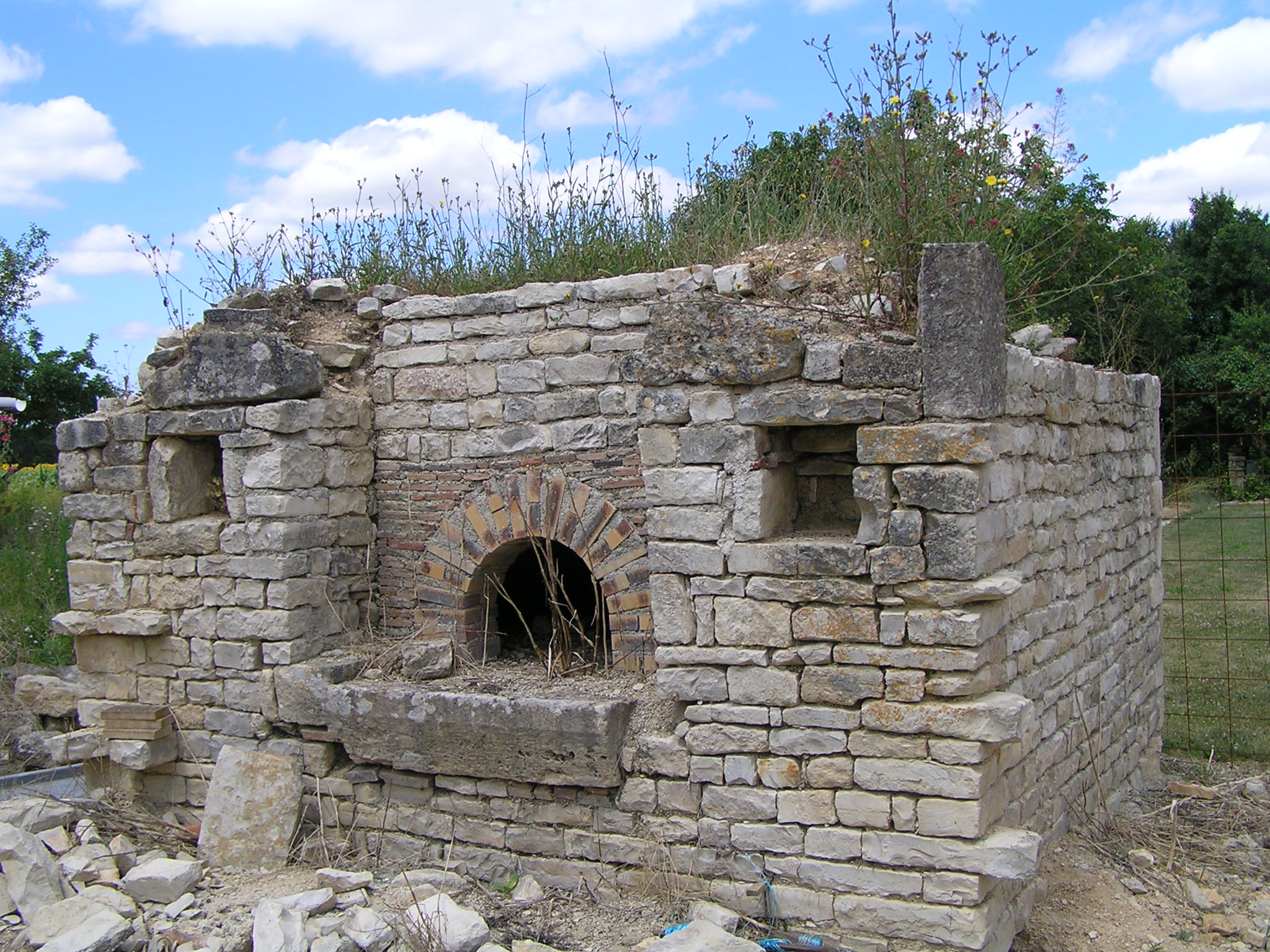
Ancien four à pain.

## Héraldique
| Blason de Lupsault | Blason  | Coupé ondé: au 1er d'or au loup contourné bondissant au trait de sable, au 2e d'or à trois pals de gueules, chacun chargé en chef d'une lettre capitale d'or, B à dextre, L au centre et S à senestre; à la burelle ondée d'azur brochant sur la partition. |
| Blason de Lupsault | Détails | Le statut officiel du blason reste à déterminer. |